# Якоб фон Зирк
Якоб I фон Зирк (на немски: Jakob von Sierck; на френски: Jacques de Sierck; * ок. 1398, Зирк; † 28 май 1456, Трир-Пфалцел) е от 1439 г. до смъртта си архиепископ и курфюрст на Трир и от 1441 г. имперски канцлер на император Фридрих III.
Той следва канонично право в Хайделберг, Флоренция и Рим от 1415 до 1418 година.